# Battle Mania: Daiginjō
Battle Mania Daiginjō (バトルマニア, Batoru Mania Daiginjō, também conhecido como Battle Mania 2) é um side-scrolling horizontal shoot 'em up lançado pela Vic Tokai para o Mega Drive em 1993. Ele serve como uma continuação do Battle Mania original, que foi lançado na América do Norte sob o título Trouble Shooter. Ao contrário do original Battle Mania, Daginjō foi lançado exclusivamente no Japão. Os gráficos foram aprimorados desde o Battle Mania original (por exemplo, os quadros de cada animação foram aumentados) e o jogo usa uma direção de arte mais estilo anime do que seu antecessor.
Battle Mania Daiginjou baseia-se no primeiro lançamento, introduzindo vários recursos aprimorados, incluindo o sistema de armas, onde os jogadores agora têm mais opções para escolher como querem jogar o jogo. O ritmo do jogo foi significativamente alterado dentro da dificuldade e da duração das fases. Incomum para a maioria dos jogos de tiro, Daiginjō usa rolagem vertical e horizontal em suas fases. Tem nove níveis no total, três a mais que seu antecessor.
Ao contrário do primeiro Battle Mania, ele não foi lançado em inglês, já que teria exigido muita edição, o que levaria a comprometer seriamente a experiência do jogo, devido ao seu profundo "sabor" centrado no japonês e ênfase nas heroínas do jogo. Battle Mania Daiginjō é amplamente cobiçado por colecionadores de videogames e é um dos jogos mais caros do Mega Drive atualmente. A Vic Tokai fez uma impressão limitada deste título e é muito difícil encontrar em condições completas com caixa e manual de instruções.